# Sebastián Viberti
Sebastian Viberti (né le 25 mai 1944 à Cordoba et mort le 24 novembre 2012 dans sa ville natale), est un footballeur argentin reconverti en entraîneur.